# Margery Kempe
Margery Kempe (Bishop's Lynn, circa 1373 – na 1438) (geboren Margery Brunham) was een Engels mystica, bekend door het werk The Book of Margery Kempe dat beschouwd wordt als de eerste autobiografie in de Engelse taal.

## Leven
Margery Brunham werd geboren in Bishop's Lynn (het huidige King's Lynn) in Norfolk. Haar vader was daar koopman en burgemeester. In 1393 trouwde zij met John Kempe, met wie zij veertien kinderen kreeg.
Na de geboorte van haar eerste kind (op twintigjarige leeftijd) kreeg zij een mentale inzinking die meer dan acht maanden duurde en waarin zij, zoals zij zelf beschrijft, was bezeten door de duivel. Zij vervloekte in die periode haar man, familie, vrienden en zichzelf herhaaldelijk en bracht zichzelf ook verwondingen toe. Uiteindelijk kreeg zij een visioen van Jezus, die haar vermanend toesprak, waarna zij tot rust kwam.
Haar trots en vrouwelijkheid verloor zij echter niet. Zij kleedde zich opzichtig en begon achtereenvolgens twee bedrijven, als bierbrouwer en als molenaar. Toen deze op den duur niet bleken te renderen, keerde zij zich tot de devotie en wilde zij haar leven wijden aan God. Zij vroeg haar man om verder in kuisheid met haar te leven. John weigerde dit jarenlang, maar tijdens een reis naar Yorkshire in 1411, gaf hij uiteindelijk toe, op voorwaarde dat zij zijn schulden zou betalen.
Zij raakte in conflict met onder meer Thomas Arundel, de Aartsbisschop van Canterbury, die een fervent bestrijder was van ketterij en van de Lollards en die een wettelijk verbod wilde instellen tegen het preken door vrouwen. Zij verdedigde zich hiertegen, met succes. Zij bezocht en sprak met de mystica Juliana van Norwich.
Zij reisde in 1433 nog naar Noorwegen en naar Danzig, waar haar zoon en schoondochter woonden.

### Gift van de tranen
Zij ondernam verschillende pelgrimages, met bezoeken aan Santiago de Compostella (1417-18), Rome en Jeruzalem (1413-15). Tijdens een bezoek aan de Calvarieberg waar Jezus stierf, stort ze konkelend met gespreide armen en luid huilend ter aarde. Ze heeft de zgn.  'gift of tears' ontvangen: in de volgende jaren huilt ze zo veel en zo luid dat het haar berucht maakt. Ze huilde onbedaarlijk om de smetten op haar eigen blazoen en alle manieren waarop ze Jezus in de steek had gelaten. Het huilen bracht haar in transcendentie.

### Affectieve vroomheid
Kempe kwam bekend te staan als mystica in de laatmiddeleeuwse traditie van de 'affectieve vroomheid': een manier van bidden waarbij het leven en lijden van Jezus zo concreet wordt ingebeeld, dat het boven die inbeelding uitsteeg. Gedurende 40 jaar had zij mystieke omgang met Christus en zijn omgeving. Zo is er het verhaal van haar ingebeelde ontmoeting met Anna, op dat moment zwanger van Maria. Ze wordt haar meid, ziet Maria geboren worden en opgroeien, voorspelt dat ze op een dag de moeder van God zal genoemd worden. Wanneer Maria volwassen is en op het punt staat te bevallen van haar zoon, reist Margery met haar mee naar Bethlehem. Ze regelt onderdak, eten, drinken en een bed voor Maria om na haar bevalling op uit te rusten. Het is Margery die de pasgeboren baby in doeken wikkelt en zijn luiers verschoont.

### Diagnose
Ruim zeshonderd jaar na dato wordt Kempe door sommigen gediagnosticeerd als een vrouw met postnatale psychoses (postpartum psychosis?), schizofrenie en een manische depressie.

## Werk
Aangezien zij vermoedelijk analfabeet was, dicteerde zij haar boek tussen 1432 en 1436 aan twee klerken. Zij noemt zichzelf daarin 'this creature' (in de betekenis van 'een schepsel van God') en schrijft vrijmoedig over de ups en downs in haar leven en over haar pelgrimages in Europa en naar het Heilige Land.

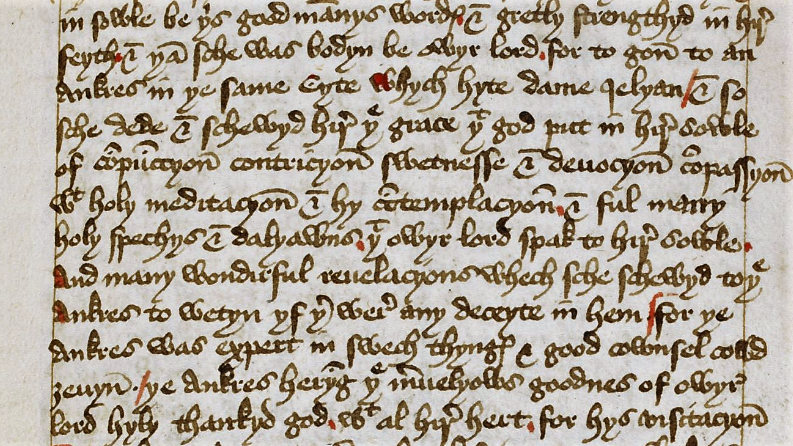
Het uittreksel geeft details van haar bezoek aan Norwich om "Dame Jelyan" (nu bekend als Julian of Norwich) te zien. (Bron : British Library)

Delen van haar Book werden rond 1501 uitgegeven door de Londense drukker Wynkyn de Worde. Pas in 1934 werd een compleet manuscript ontdekt, dat in het bezit was van de familie Butler-Bowden. Een gemoderniseerde versie daarvan werd gepubliceerd in 1936. De oorspronkelijke versie in het Middelengels werd uitgegeven in 1940. In de inleiding van deze uitgave uit 1940, stellen Sanford Meech en Hope Emily Allen de vraag: "Wiens taal is het? Er zijn vier mogelijkheden:
- de historische auteur 'Margery Kempe';
- de eerste amanuensis: de Engelsman die lange tijd in 'Dewchland' had gewoond
- de tweede amanuensis : de priester
- 'Salthows', de kopiist die het enige overgeleverde manuscript van het boek heeft overgeschreven.

- Bibsys: 90153019
- Biblioteca Nacional de España: XX1252148
- Bibliothèque nationale de France: cb120960102 (data)
- Gemeinsame Normdatei: 118814699
- International Standard Name Identifier: 0000 0001 1804 4659
- Library of Congress Control Number: n82154603
- Nationale Bibliotheek van Letland: 000258383
- Bibliotheek van het Japanse parlement: 00956842
- Nationale Bibliotheek van Tsjechië: jx20080307009
- Nationale bibliotheek van Australië: 36220393
- Nationale Bibliotheek van Israël: 987007460510205171
- Nederlandse Thesaurus van Auteursnamen: 071585907
- Réseau des bibliothèques de Suisse occidentale: 02-A003448946
- LIBRIS: 193285
- SNAC: w6jb082f
- Système universitaire de documentation: 02930590X
- Trove: 1231698
- Virtual International Authority File: 90629402
- WorldCat: E39PBJkT8xHm7H8YdmwhrCvbVC